# Charlotte av Braunschweig-Lüneburg
Charlotte av Braunschweig-Lüneburg, född 1671, död 1710, var en hertiginna av Modena, gift med hertig Rinaldo III av Modena.

## Biografi
Charlotte var dotter till Johan Fredrik av Braunschweig-Lüneburg och Benedicta Henrietta av Pfalz-Simmern.
Hon gifte sig 1695 med Rinaldo III av Modena; en första vigsel ägde rum i Hannover i november 1695 och en andra i Modena i februari 1696, när hon gjorde sitt intåg i staden med sin mor. Äktenskapet arrangerades för att sluta en allians mellan Modena och Huset Hannover, som stod i arvslinjen till den brittiska tronen och skulle komma att få stor makt, samt med Österrike, eftersom Charlottes syster var gift med kejsaren.
Rinaldo hade varit katolsk präst, men fått tillstånd att avsäga sig prästämbetet för att kunna tillträda makten i Modena sedan hans bror hade dött barnlös två år tidigare, och det rådde därför ett stort behov av arvingar. Charlotte födde åtta barn.  
Marcantonio Franceschini skapade fresken Bradamante che viene incoronata da Giove in Olimpo i Palazzo Ducale i Modena med anledning av bröllopet.
År 1702 flydde hon med sin familj från Modena till Bologna undan den franska armén under spanska tronföljdskriget. Charlotte avled i barnsäng 1710.